# Ward Burton
Pour les articles homonymes, voir Burton.
Statistiques en NASCAR Cup Series
Dernière mise à jour : 2 juillet 2022 
Ward  Burton (né le 25 octobre 1961 à South Boston, Virginie) est un pilote américain de NASCAR dans la Cup Series. Il pilote la voiture no 4.
Il est le frère de Jeff Burton, pilote Nascar également.